# Kattrumpan

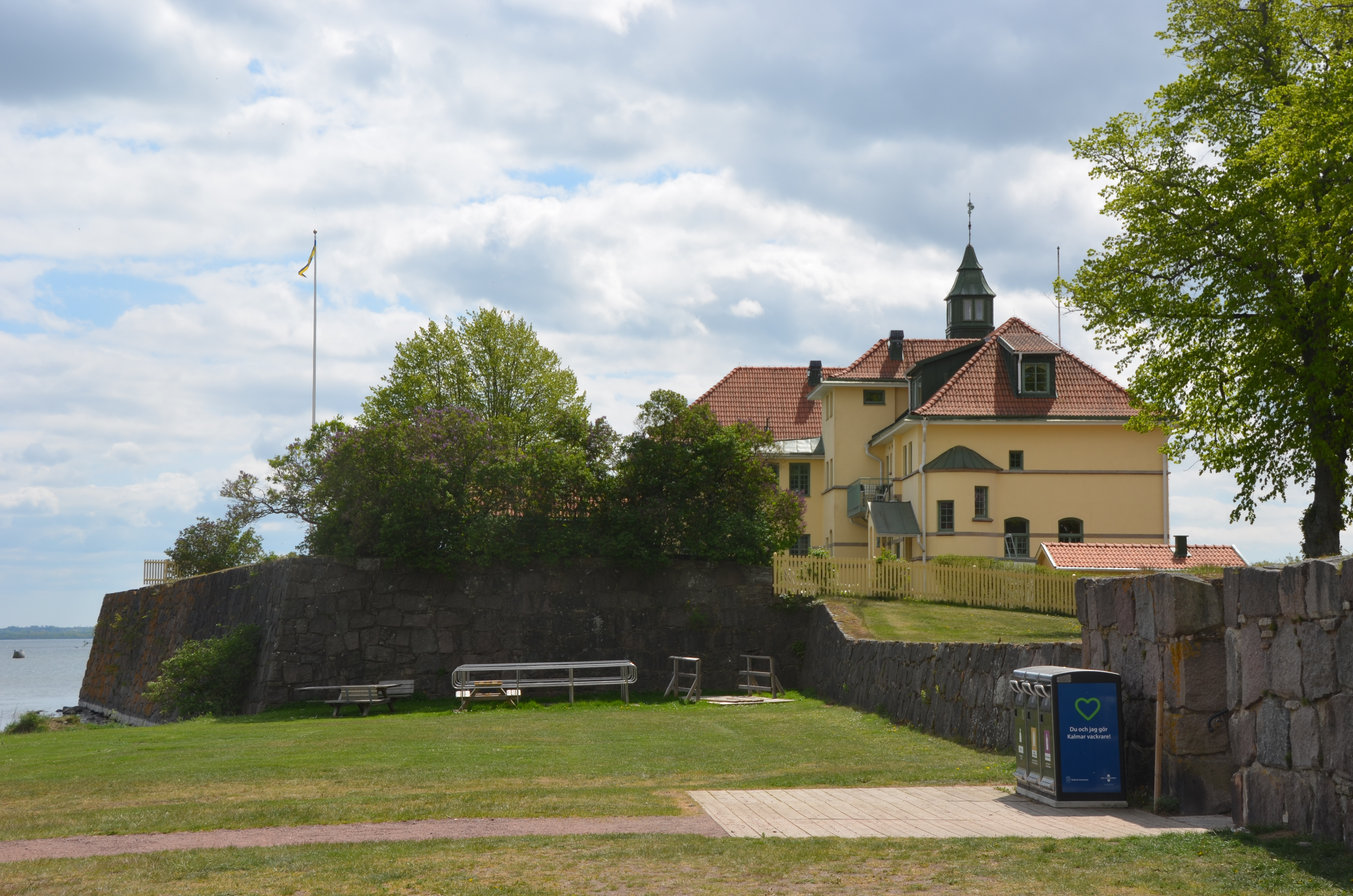
Bastionen Regeringen, med Gamla varmbadhuset i Kalmar, längst ut på Kattrumpan

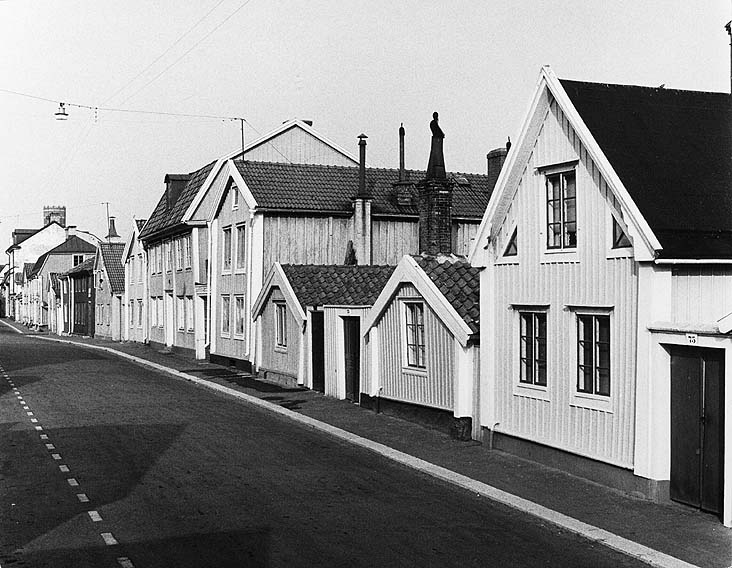
Bild på trähusbebyggelse, troligen från 1960-talet

Kattrumpan är en stadsdel som utgör den östra och avsmalnande delen av Kvarnholmen i Kalmar. Namnet har oklart ursprung. Namnet kan syfta på den gamla fortifikationstermen ”katt” som betydde att det fanns en förhöjning i försvarsvallen. Rumpa i ortsnamn används för ett område som ligger längst bort eller ytterst.
Längst ut på Kvarnholmen låg på den tid Kvarnholmen var befäst Holmporten, som låg i Storgatans östra ända i ett mindre torn, som raserades vid mitten av 1800-talet. Från Holmporten ledde i Storgatans förlängning mellan 1681 och slutet av 1700-talet träbron Holmbron till Laboratorieholmen, som i slutet av 1600-talet hette Södra Knarrholmen och var lokal för skeppsvarv.
Holmporten låg ungefär där Kattrumpans badplats ligger idag.
På Kattrumpan, vid Kvarnholmens nordvästra strand mot Varvsholmen, ligger Klapphuset.

## Bildgalleri

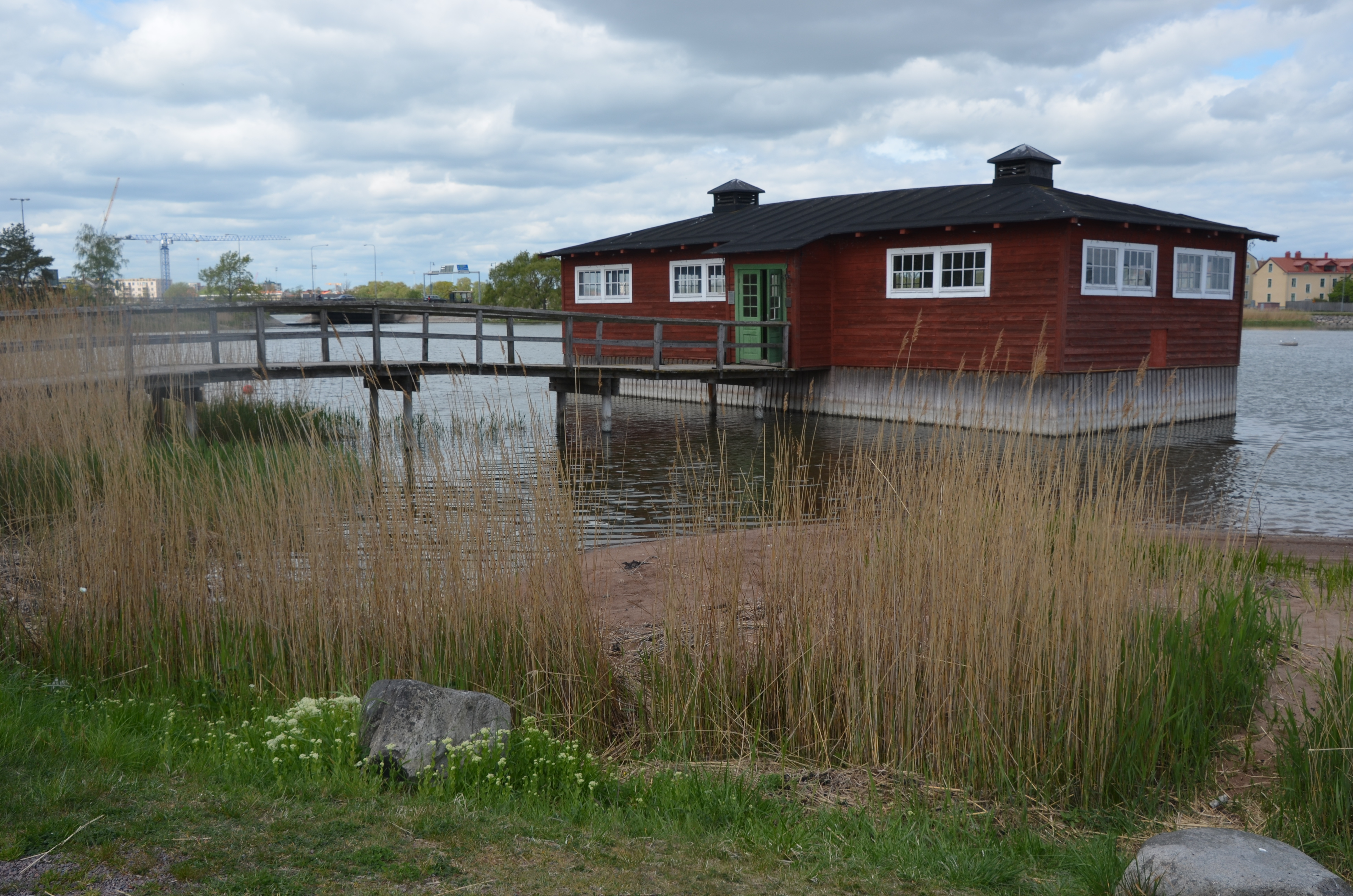
Klapphuset